# Vlaštovky a Amazonky (film, 1974)
Vlaštovky a Amazonky (Swallows and Amazons) je britský hraný film z roku 1974, který režíroval Claude Whatham podle knihy Arthura Ransomeho Boj o ostrov. Film zachycuje letní dobrodružství dvou skupin sourozenců.

## Děj
V létě roku 1929 přijíždějí sourozenci Walkerovi (John, Zuzana, Titty a Roger) se svou matkou do Jezerní oblasti, aby zde na farmě strávili prázdniny. Od otce, který slouží v britském námořnictvu, získají povolení, že mohou sami vyplout na malé plachetnici zvané Vlaštovka a tábořit na jezeře uprostřed jezera. Zde se seznámí se sestrami Blackettovými (Nancy a Peggy), které si říkají Amazonky podle jejich plachetnice, a bydlí v domě poblíž jezera. Mezi posádkami vypukne rivalita ohledně táboření na ostrově. Kapitán té posádce, které se podaří zmocnit se druhé lodi, bude pověřen vrchním velením. Poblíž ostrova žije na hausbótu Jim Turner, strýc Blackettových, kterého Titty přejmenuje na kapitána Flinta (podle piráta z Ostrova pokladů). Jim Turner nechce, aby se děti k jeho lodi přibližovaly, protože píše cestopisnou knihu a nechce být rušen. Jednou v noci, kdy se posádky snaží ukořistit druhou loď, je hausbót vykraden. Jim Turner podezírá z loupeže Walkerovy, avšak vše se vysvětlí a ukradený kufr je nalezen. Kapitán Flint se s dětmi spřátelí.

## Obsazení
| Virginia McKennaová   | paní Walkerová              |
| Ronald Fraser         | strýček Jim / kapitán Flint |
| Simon West            | John Walker                 |
| Suzanna Hamilton      | Zuzana Walkerová            |
| Sophie Neville        | Titty Walkerová             |
| Stephen Grendon       | Roger Walker                |
| Kit Seymour           | Nancy Blackettová           |
| Lesley Bennett        | Peggy Blackettová           |
| Mike Pratt            | pan Dixon                   |
| Brenda Bruce          | paní Dixononová             |
| John Franklyn-Robbins | mladý Billy                 |
| Jack Woolgar          | starý Billy                 |
| David Blagden         | strážník                    |